# Der Marder von London
Der Marder von London (Alternativtitel: Gib niemals auf, Originaltitel: Never Let Go) ist ein britischer Kriminalfilm aus dem Jahr 1960 mit Richard Todd, Peter Sellers und Elizabeth Sellars in den Hauptrollen unter der Regie von John Guillermin. Der Film wurde für Julian Wintle/Leslie Parkyn Productions produziert.

## Handlung
London im Jahr 1960. Als der Kosmetikvertreter John Cummings abends nach Dienstschluss nichtsahnend seine Firma verlässt, hat man gerade seinen brandneuen Wagen gestohlen. Der neue Chef des Kosmetikkonzerns ist mit seinen Verkaufszahlen der jüngsten Vergangenheit äußerst unzufrieden und möchte ihn lieber heute als morgen durch einen jüngeren ehrgeizigeren Konkurrenten innerhalb des Betriebes ersetzen. Cummings, der aufgrund der angespannten Situation in der Firma unter enormem finanziellen und psychischen Druck steht, befragt verzweifelt den alten Zeitungsverkäufer Alfie Barnes, der von seinem Stand gegenüber der Straße unfreiwillig Zeuge des Diebstahls wurde, nun aber aus Furcht vor Konsequenzen vorgibt, nichts gesehen zu haben. Cummings glaubt dessen Aussage jedoch nicht recht und setzt stattdessen die Polizei von dem Verbrechen in Kenntnis. Zu Hause erwartet ihn seine Frau Anne, die auf die Nachricht ihres Ehegatten mit Resignation reagiert. Sie ist von den zahlreichen unrealistischen materiellen Aufstiegsträumen ihres Mannes längst ernüchtert und sieht auch diese neue vergebene Hoffnung auf eine bessere Zukunft bereits als Seifenblase platzen.
Als Cummings die Polizei von der Dringlichkeit der Wiederbeschaffung seines Wagens zu überzeugen versucht, prallt er am Alltagsstress der Beamten ab. Im Job läuft es ohne Auto bald immer schlechter, er kommt häufig zu spät und auch die Kundenbesuche verlaufen zusehend unbefriedigender. Sein neuer Arbeitgeber setzt ihm alsbald die Pistole auf die Brust. Von Existenzängsten getrieben beschließt Cummings, sich nun selbst um den Fall zu kümmern. Er sucht erneut den alten Zeitungsverkäufer auf und kann erreichen, dass dieser ihm aus Mitleid einen Tipp zukommen lässt. Ein junger Bursche namens Tommy Towers beschafft im Auftrag des skrupellosen Garagenbesitzers Lionel Meadows neue Wagen, lässt diese umlackieren und mit falschen Autokennzeichen versehen, um sie dann als frische Hehlerware in seinem Betrieb teuer an neue Kunden zu verkaufen. Als Cummings bei Towers in einer Bar aufkreuzt und ihn ungeschickt zur Rede stellen will, lässt ihn dieser eiskalt abfahren, nicht ohne sich vorher mit seiner Gang über ihn lustig zu machen. Zur Strafe verwüstet der junge Towers danach die Wohnung des alten Zeitungsverkäufers. Am nächsten Morgen unterrichtet Towers sofort seinen Boss Meadows darüber, dass die Polizei Barnes verhört hat. Meadows ist darüber so verärgert, dass er Towers wegen dessen ungeschicktem Vorgehen zur Strafe übel die Hand zurichtet. Jackie, die eigentlich lieber die Freundin des gleichaltrigen Tommy wäre, aber mit dem Geschäftsmann Meadows unter einem Dach lebt, hat alles mit angesehen und ist über das rücksichtslose Verhalten ihres Liebhabers entsetzt.
Da Meadows weiß, dass der alte Barnes den Vorfall beobachtet hat und reden könnte, macht er sich auf, um diesen mundtot zu machen. Cummings, der wegen Tommy die Bar beobachtet, sieht Meadows, wie der erst mit jemandem am Zeitungsstand redet, um dann später in der Wohnung von Barnes zu verschwinden. Als er dann einige Zeit später die Polizei vorfahren sieht und der Leichnam des angeblich an einer Gasvergiftung gestorbenen Barnes aus dem Haus getragen wird, wendet er sich mit seiner Beobachtung an Inspektor Thomas. Der sucht daraufhin zusammen mit Cummings Meadows in dessen Garage auf; dieser gibt sich beim Verhör aber als unbescholtener aalglatter Geschäftsmann, so dass der Inspektor und Cummings ohne konkrete Beweise unverrichteter Dinge wieder abziehen müssen.
Abends beschließt Cummings, der Garage von Meadows einen Besuch abzustatten, weil er dort seinen gestohlenen Wagen vermutet. Er bricht nachts bei Meadows ein, wird aber von diesem auf frischer Tat ertappt und von dessen Leibwächter brutal zusammengeschlagen. Jackie, die alles mitangesehen hat, ist geschockt. Cummings, der zu Hause bei seiner Frau Anne seine Wunden verarzten lässt, sieht mehr und mehr seine Felle davonschwimmen. Von einem ehrgeizigen Kollegen auf der Arbeit schon fast beerbt, schmeißt er seinen Job als Kosmetikvertreter hin. Doch bald merkt er, dass er ohne Wagen keine Aussicht auf eine neue Stelle hat. Erneut bemüht er sich bei der Polizei um mehr Engagement, doch diese lässt ihn erneut abblitzen.
Jackie, die mehr und mehr Meadows Jähzorn fürchtet, flieht zu Tommy in dessen Wohnung. Als Meadows Jackie am nächsten Tag bei Tommy abholen will, sieht ihn Cummings in die Wohnung gehen. Während Jackie nach unten läuft, wird sie dort von Cummings in Gewahrsam genommen, der sie mit einem Taxi zu seiner Frau Anne bringt, während Meadows Tommy aus Wut über den unerwünschten jungen Nebenbuhler eine brutale Lektion erteilt. Meadows’ Leibwächter Cliff, der die Flucht von Cummings und Jackie beobachtet hat, berichtet seinem Chef darüber. Cummings fährt in seinem Zorn zu Cummings’ Wohnung. Dort eskaliert die Situation fast tödlich, doch Lärm und Geschrei sowie die Tatsache, dass Anne gerade im Begriff ist, die Polizei zu alarmieren, schrecken Meadows in letzter Sekunde ab.
Inspektor Thomas sucht nun Meadows auf, um ihm unmissverständlich klarzumachen, was die Stunde geschlagen hat. Meadows zeigt sich jedoch trotzig und unnachgiebig. Cummings, der darauf besteht, die Garage zu untersuchen, wird vom Inspektor unter Androhung einer Festnahme zurückgehalten. Der Inspektor interessiert sich nicht nur für einen, sondern für 100 gestohlene Wagen, und er will Meadows für alle bisherigen Verbrechen zur Rechenschaft ziehen und ihn lange Jahre hinter Gitter bringen.
Cummings, der zu Hause von seiner verzweifelten Frau vor die Wahl gestellt wird, sich zwischen ihr, den Kindern oder dem für sie mittlerweile völlig wertlosen Wagen zu entscheiden, sieht sich mit der Tatsache konfrontiert, eine Lebensentscheidung treffen zu müssen. Um seine Selbstachtung nicht zu verlieren, sucht er jedoch nachts die Garage von Meadows auf, wo er seinen Wagen vermutet. Meadows, dem bereits das Wasser bis zum Hals steht und der sich mehr und mehr von seinen Helfern im Stich gelassen sieht, will mit Cummings, der ihm die Polizei auf den Hals gehetzt hat, abrechnen. Er erwartet Cummings in seiner Garage. Dort kommt es zum finalen Duell. Cummings gelingt es bei einem Kampf auf Leben und Tod, Meadows zu überwältigen. Im letzten Augenblick trifft auch die von Jackie und Tommy benachrichtigte Polizei am Ort des Geschehens ein; sie kann Meadows schließlich aufgrund von inzwischen gesammelten Beweisen und Geständnissen festnehmen. Zu Hause findet Cummings dann eine leere Wohnung vor; doch schon bald kehrt Anne zu ihrem Mann zurück.

## Synchronisation
Die westdeutsche Dialogfassung wurde von der Synchronfirma Rank erstellt. In den DDR-Kinos wurde unter dem Titel Gib niemals auf eine eigene Synchronfassung des DEFA-Studios gezeigt – nach einem Dialogbuch von Harald Thiemann und unter der Dialogregie von Johanna Simeth.
| Rolle            | Darsteller        | Synchronstimme BRD    | Synchronstimme DDR |
| ---------------- | ----------------- | --------------------- | ------------------ |
| John Cummings    | Richard Todd      | Eckart Dux            | Gert Gütschow      |
| Lionel Meadows   | Peter Sellers     | Klaus Miedel          | Ivan Malré         |
| Anne Cummings    | Elizabeth Sellars | Edith Schneider       | Barbara Adolph     |
| Tommy Towers     | Adam Faith        | Herbert Stass         | Klaus Bamberg      |
| Jackie           | Carol White       | Brigitte Grothum      | Evelyn Cron        |
| Alfie Barnes     | Mervyn Johns      | Eduard Wandrey        | Karl Kendzia       |
| Inspektor Thomas | Noel Willman      | Siegfried Schürenberg | Hannjo Hasse       |
| Cliff            | David Lodge       | Rainer Brandt         | Heinz W. Pätzold   |
| Alec Berger      | Peter Jones       | Erich Fiedler         |                    |
| MacKinnon        | John Bailey       | Kurt Waitzmann        |                    |
| Regan            | Nigel Stock       | Martin Hirthe         |                    |
| Polizei Sergeant | John Dunbar       | Gerd Duwner           |                    |
| Cyril Spink      | Charles Houston   | Wolfgang Draeger      |                    |

## Kritiken
„Ein gehetzter Kosmetikvertreter sucht und findet auf eigene Faust sein von jugendlichen Rowdies gestohlenes Auto, von dem seine weitere berufliche Existenz abhängt. Unansehnlicher Allerweltsfilm, nur in der Besetzung der Hauptrollen ansprechend.“

## Produktionsnotizen
Szenenbildner war George Provis, die Kostüme schuf Vi Murray. Gedreht wurde der Film unter anderem in der Chichester Road in London.